# Исландска овчарка
Исландската овчарка (на исландски: Íslenskur fjárhundur) е порода куче, принадлежаща към шпицовия тип, създадена през 10 век от норвежките викинги, заселили се в Исландия. По-късно е пренесена във Великобритания и на нейна основа са създадени някои тамошни овчарски кучета, като уелско корги, коли и др. Високи са между 42 см (женски) и 46 см (мъжки екземпляр). Цветът им бива риж, пурпурно-златист, шоколадов, сив, черен, като винаги има и бели части.
Някои харатеристики на исландската овчарка карат учените да я описват като „голямо куче в тялото на малко куче“. През 1969 тя е предложена за национално куче на Исландия.
Става и за пазач.